# إدي مارش
إدي مارش (بالإنجليزية: Eddie Marsh)‏ (14 ديسمبر 1927 بدندي في المملكة المتحدة - 18 أبريل 2010 في المملكة المتحدة) هو لاعب كرة قدم بريطاني في مركز حراسة المرمى. لعب مع تشارلتون أثلتيك ونادي توركي يونايتد ونادي لوتون تاون وBideford A.F.C. ‏ وإيريث وبلفيدير ‏.